# Отделение нанотехнологий и информационных технологий РАН

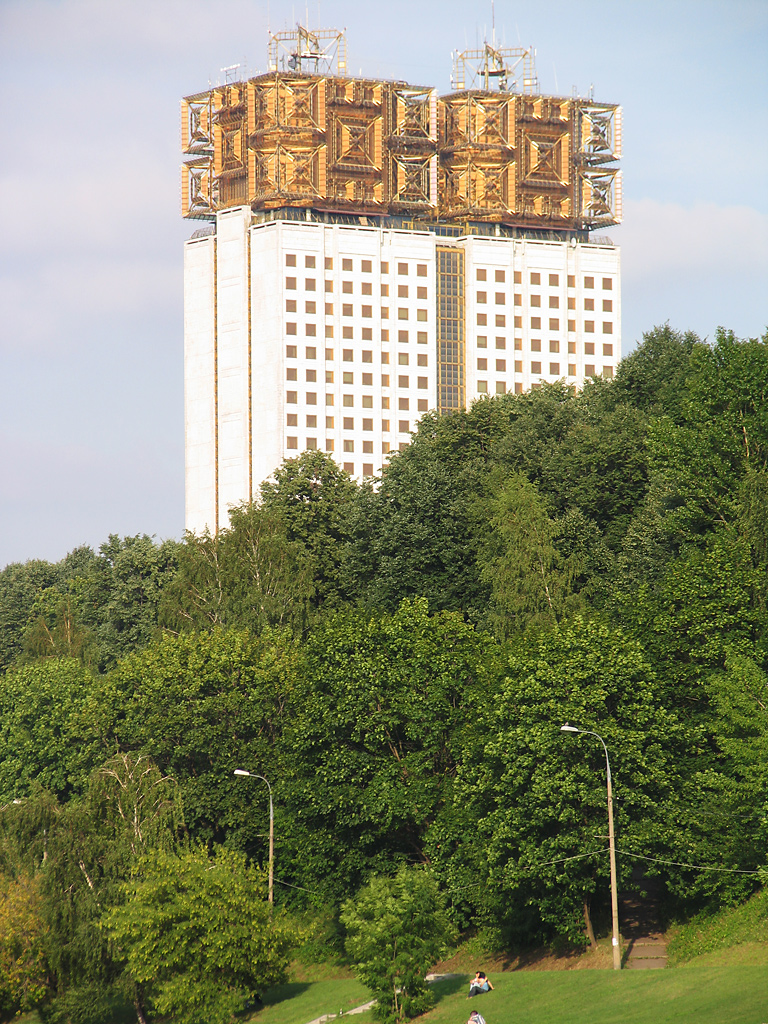
Отделение нанотехнологий и информационных технологий располагается в здании РАН на Воробьёвых горах в Москве

Отделе́ние нанотехноло́гий и информацио́нных техноло́гий (ОНИТ РАН) — структурное подразделение Российской академии наук, в состав которого входят учёные, чьи научные интересы лежат в области информационных технологий и нанотехнологий, а также научные учреждения, исследования которых посвящены проблемам данных отраслей науки и техники.

## История
Отделение информатики, вычислительной техники и автоматизации Академии наук СССР было организовано 3 марта 1983 года.
После создания в 1991 году Российской академии наук оно вошло в её состав. В 2002—2007 годах — Отделение информационных технологий и вычислительных систем.
С декабря 2007 года отделение называется «Отделение нанотехнологий и информационных технологий».
Академиками-секретарями Отделения являлись Е. П. Велихов (1983—1991, 2007—2017), С. В. Емельянов (1992—2002) и А. Л. Стемпковский (2017—2019). 23 апреля 2019 года исполняющим обязанности академика-секретаря Отделения назначен академик Г. Я. Красников, 15 ноября 2019 года на Общем собрании Российской академии наук избранный на должность академика-секретаря Отделения (1141 голосами членов РАН из 1238 зарегистрированных бюллетеней). С 22 сентября 2022 года ОНИТ РАН возглавляет академик В. Я. Панченко.

## Организационная структура
Структурно состоит из трёх секций:
- Секция вычислительных, локационных, телекоммуникационных систем и элементной базы,
- Секция информационных технологий и автоматизации,
- Секция нанотехнологий.

### Научные организации
- Государственная публичная научно-техническая библиотека СО РАН
- Институт автоматики и процессов управления ДВО РАН
- Институт автоматики и электрометрии СО РАН
- Институт вычислительных технологий СО РАН
- Институт динамики систем и теории управления имени В. М. Матросова СО РАН
- Институт физики полупроводников имени А. В. Ржанова СО РАН
- Конструкторско-технологический институт научного приборостроения СО РАН
- Санкт-Петербургский академический университет — научно-образовательный центр нанотехнологий РАН
- Институт информатики и проблем регионального управления КБНЦ РАН
- Институт проблем технологии микроэлектроники и особо чистых материалов РАН
- Институт нанотехнологий микроэлектроники РАН
- Институт вычислительного моделирования СО РАН
- Библиотека по естественным наукам РАН
- Вычислительный центр ДВО РАН
- Специальное конструкторско-технологическое бюро «Наука» КНЦ СО РАН
- Институт информатики и математического моделирования технологических процессов КНЦ РАН
- Институт проблем транспорта имени Н. С. Соломенко РАН
- Институт аналитического приборостроения РАН
- Институт конструкторско-технологической информатики РАН
- Институт проблем информатики РАН
- Институт проблем лазерных и информационных технологий РАН
- Институт проблем передачи информации имени А. А. Харкевича РАН
- Институт проблем проектирования в микроэлектронике РАН
- Институт программных систем имени А. К. Айламазяна РАН
- Институт сверхвысокочастотной полупроводниковой электроники РАН
- Институт систем обработки изображений РАН
- Институт системного анализа РАН
- Конструкторско-технологический институт вычислительной техники СО РАН
- Научно-исследовательский институт прикладной математики и автоматизации КБНЦ РАН
- Научно-исследовательский институт системных исследований РАН
- Научно-технологический центр микроэлектроники и субмикронных гетероструктур РАН
- Научно-технологический центр уникального приборостроения РАН
- Санкт-Петербургский институт информатики и автоматизации РАН
- Физико-технологический институт РАН
- Центр информационных технологий в проектировании РАН.